# Caryophyllia profunda
Caryophyllia profunda är en korallart som beskrevs av Henry Nottidge Moseley 1881. Caryophyllia profunda ingår i släktet Caryophyllia och familjen Caryophylliidae. Inga underarter finns listade i Catalogue of Life.